# Palmitylacja

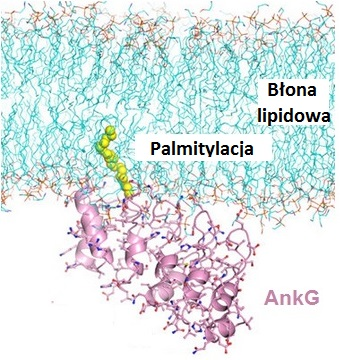
Model strukturalny przedstawiający zakotwiczenie reszty kwasu palmitynowego (kolor żółty) modyfikowanego białka Ankiryny G (kolor różowy) do błony komórkowej (kolor niebieski)

Palmitylacja, palmitynacja, palmitoilacja – lipidowa modyfikacja białek polegająca na dołączeniu do cząsteczki białka reszty kwasu palmitynowego, poprzez resztę aminokwasową cysteiny.
Najczęściej palmitylacja zachodzi przez utworzenie wiązania tioestrowego między białkową resztą cysteinową a węglem karbonylowym kwasu palmitynowego. Zwana jest wówczas S-palmitylacją, gdyż wiązanie następuje przez atom siarki.
Palmitylacja zachodzić może również przez utworzenie wiązania amidowego między cząsteczką kwasu palmitynowego a resztą cysteinową białka. Wtedy nazywana jest N-palmitylacją, bowiem wiązanie następuje przez atom azotu.